# 布拉希夫卡 (科羅斯堅區)
51°3′36″N 28°53′4″E / 51.06000°N 28.88444°E
布拉希夫卡（烏克蘭語：Булахівка），是烏克蘭北部日托米爾州科罗斯滕区科罗斯滕市镇内的村落。始建於1830年，面積0.6平方公里，海拔高度153米，2001年人口13，人口密度每平方公里21.59人。